# Micui Szen Izumi
Mitsui, Sen Izumi (Kavagucsi, 1939. április 22. – Veresegyház, 2016. december 18.) japán szobrász.

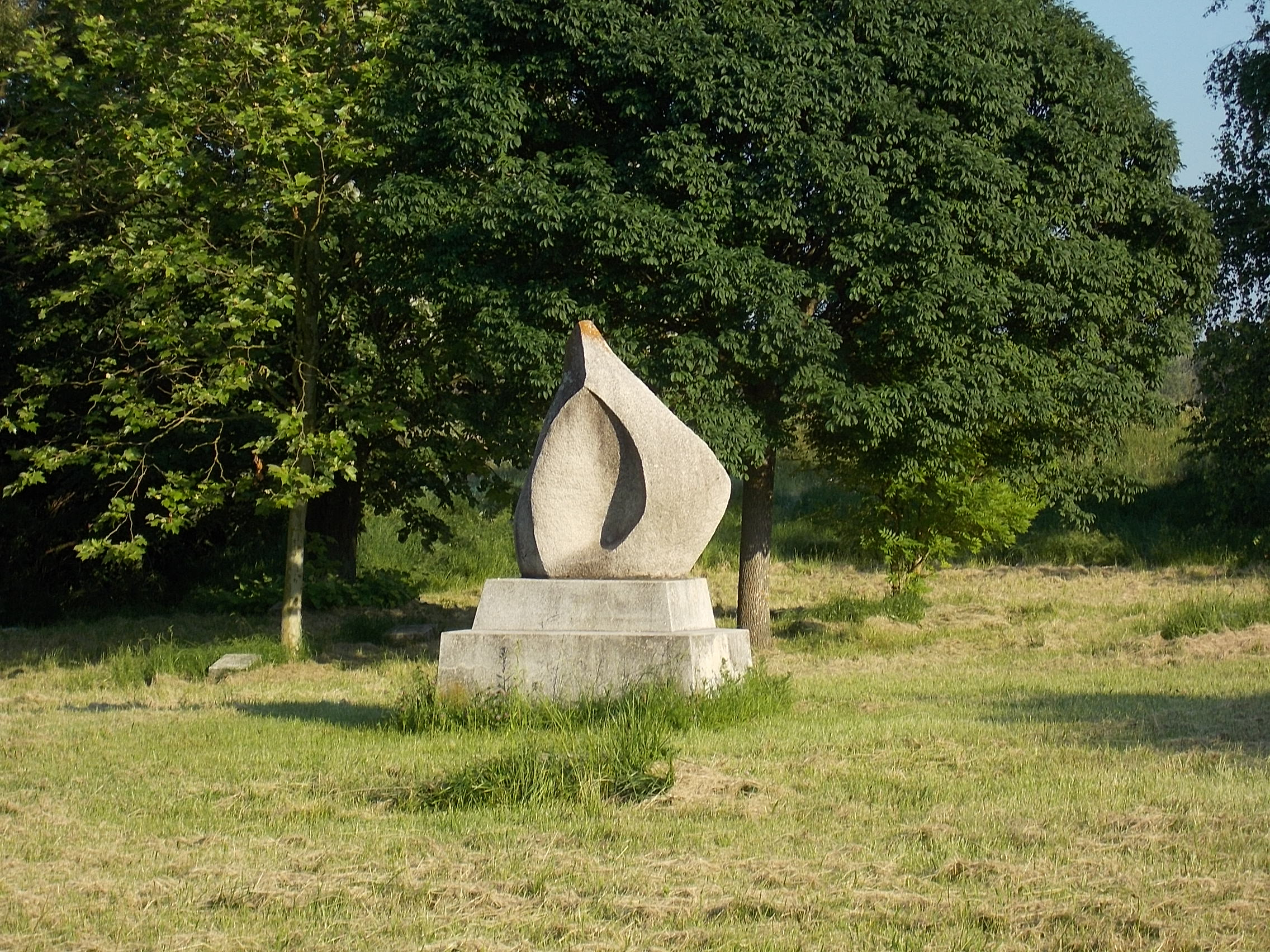
Szellő c. munkája Veresegyházon

## Életpályája
1939. április 22-én született a japán Kavagucsiban. Tokióban végezte a faipari szakközépiskolát, a Faművészeti Főiskolát, majd 1972-ben a Taiheijó Művészeti Akadémiát. 
1989-ben Michelangelo-aranyérmet kapott, Művészetbarátok díjával; Első Országos Szobrászrajz Biennálé díjával jutalmazták. 
1969 és 1976 között Olaszországban élt, majd  1976-ban Budapesten telepedett le. 

## Munkássága
Szobrok és grafikák készítésével foglalkozott. A japán kultúra népszerűsítésére origami-foglalkozásokat tartott. Alkotásainak szellemisége a Zen-buddhizmussal rokonítható, de művészetére hatottak a modern európai elvont szobrászati törekvések is. 
Munkái között monumentális igényű kisplasztikái portrék, természeti jelenségek, növények és állatok elvonatkoztatott, misztikummal áthatott átírásai, kalligrafikus jelek megjelenítései, illetve szabad formavariációk szerepelnek. Formaképzése szűkszavú, anyaga a bronz, a kő és a fa. 
A japán kert titkai című könyve 1987-ben jelent meg.

## Egyéni kiállításai
- 1965 • Kavaszumi Galéria, Tokió
- 1966, 1967, 1968 • Sirota Galéria, Tokió
- 1969 • Tamura Galéria, Tokió
- 1975 • Maki Galéria, Tokió
- 1977 • Magyar Építőművészek Szövetsége, Budapest
- 1978 • Fiatal Művészek Klubja, Budapest • Mosonmagyaróvár • Ady Endre Művelődési Ház, Budapest
- 1979 • Csepel Galéria, Budapest [Benyó Pállal] • Dózsa György Művelődési Ház, Budapest (kat.)
- 1984 • Firenze
- 1991 • Tokió
- 1993 • Árkád Galéria, Budapest
- 1994 • Vigadó Galéria, Budapest
- 1998 • Tokió.

## Válogatott csoportos kiállításai
- 1972 • Nemzetközi márványszobor kiállítás, Carrara
- 1973 • Modern szobrászat, Lucca (Olaszország)
- 1979-1985 • VI., VIII., IX. Országos Kisplasztikai Biennálé, Pécs
- 1989 • I. Országos Szobrászrajz Biennálé, Budapest

## Köztéri munkái
- Olimpiai emlékmű (1974, Tokió)
- Japánkert (1984, Veresegyház)
- Kapcsolat (kőszobor, 1985, Veresegyház)
- Mobil térplasztika (1988, Budapest, Nyomdaipari Szakközépiskola)
- Újjászületés (kőszobor, 1996, Veresegyház (Szoborpark a Honfoglalás 1100 éves évfordulójára).

## Művei közgyűjteményekben
- Ferenczy Múzeum, Szentendre
- Janus Pannonius Múzeum, Pécs
- Katona József Múzeum, Kecskemét
- Szombathelyi Képtár, Szombathely